# Miniatur (Musik)

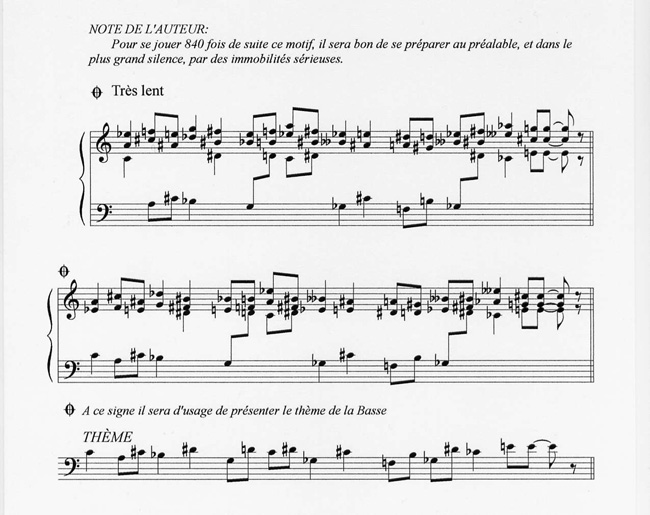
Vexations – eine bekannte Miniatur von Eric Satie, die durch 840-malige Wiederholung zu einem Monumentalwerk wird.

Miniatur bezeichnet in der klassischen Musik ganz allgemein ein kurzes Musikstück für ein oder wenige Instrumente. Miniatur wird undifferenziert und je nach stilistischem Zusammenhang als Synonym für Begriffe wie musikalische Skizze (engl. musical sketch), musikalische Ekloge (franz. églogue musicale), Impromptu, Bagatelle, Rhapsodie oder Etüde verwendet.
Miniatur ist keine Musikgattung. Neben der undifferenzierten Verwendung wird der Begriff vornehmlich für kurze Übungsstücke und auch für längere Werke verschiedener musikalischer Gattungen mit mehreren Instrumenten und/oder Gesang verwendet – beispielsweise Oper oder Pastorale – wenn diese Werke deutlich kürzer sind, als es üblicherweise der Fall ist.

## Geschichte und Begriffsverwendung
Metzler Musik Chronik beschreibt die Charakterstücke der französischen Lautenisten im 17. Jahrhundert sowie die „Programmstücke“ der französischen Komponisten François Couperin (1668–1733) und Jean-Philippe Rameau (1683–1764) als frühe Miniaturen. Auch einige Werke von Carl Philipp Emanuel Bach (1714–1788) und Ludwig van Beethovens (1770–1827) Bagatellen werden diesem Begriff zugeordnet.
Bei den Romantikern ist die Miniatur Ausdruck für „das Laut-werden-Lassen eines lyrischen Gefühls“, „das Festhalten eines musikalischen Augenblicks des Glücks“, so beispielsweise bei Felix Mendelssohn Bartholdy (1809–1847) (Lieder ohne Worte), Robert Schumann (1810–1856) (Kinderszenen, Bunte Blätter) und Johannes Brahms (1833–1897) (die späten Intermezzi).
Aus der Sicht des Musiktheoretikers Theodor W. Adorno waren es die Veröffentlichungen Robert Schumanns, „die eigentlich die musikalische Miniatur, das >kleine Stück< in die Welt brachten“.

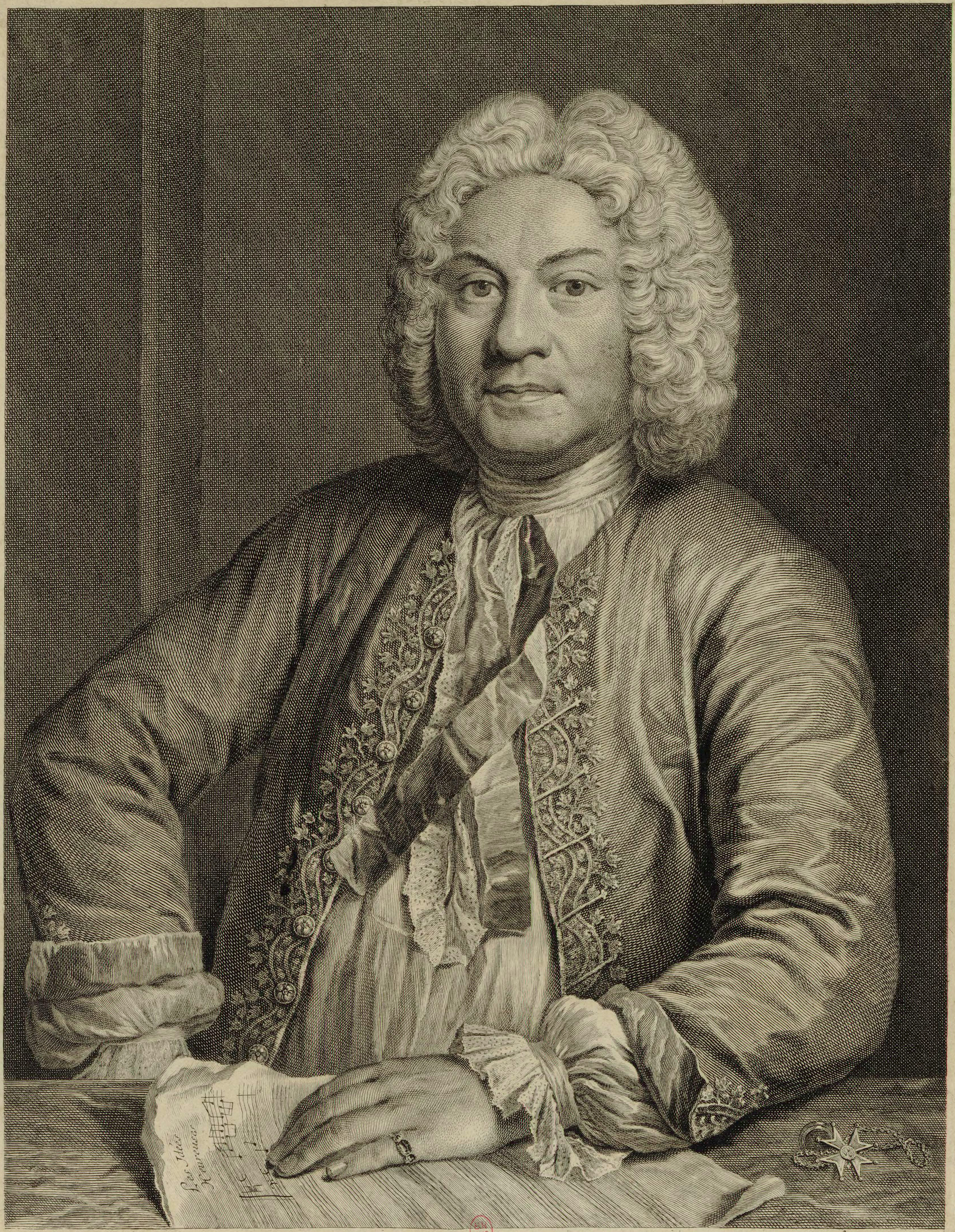
François Couperin
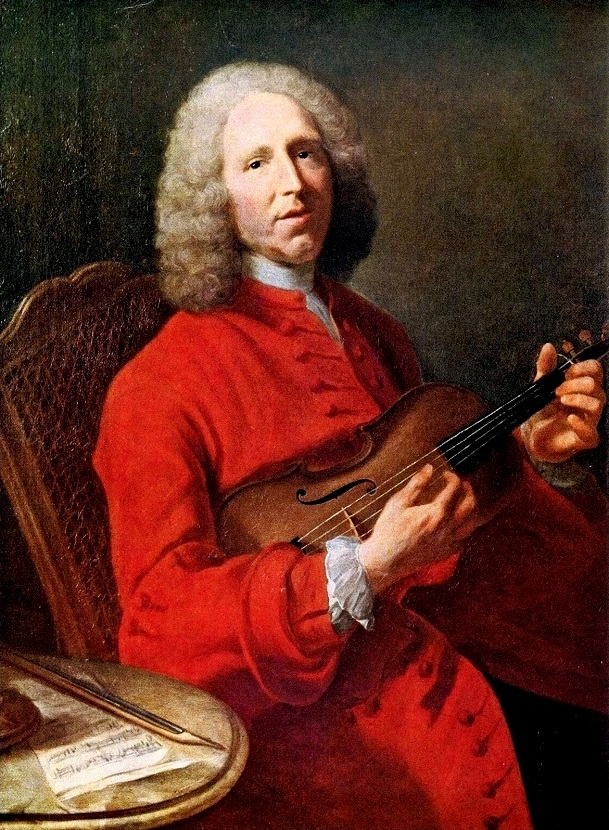
Jean-Philippe Rameau
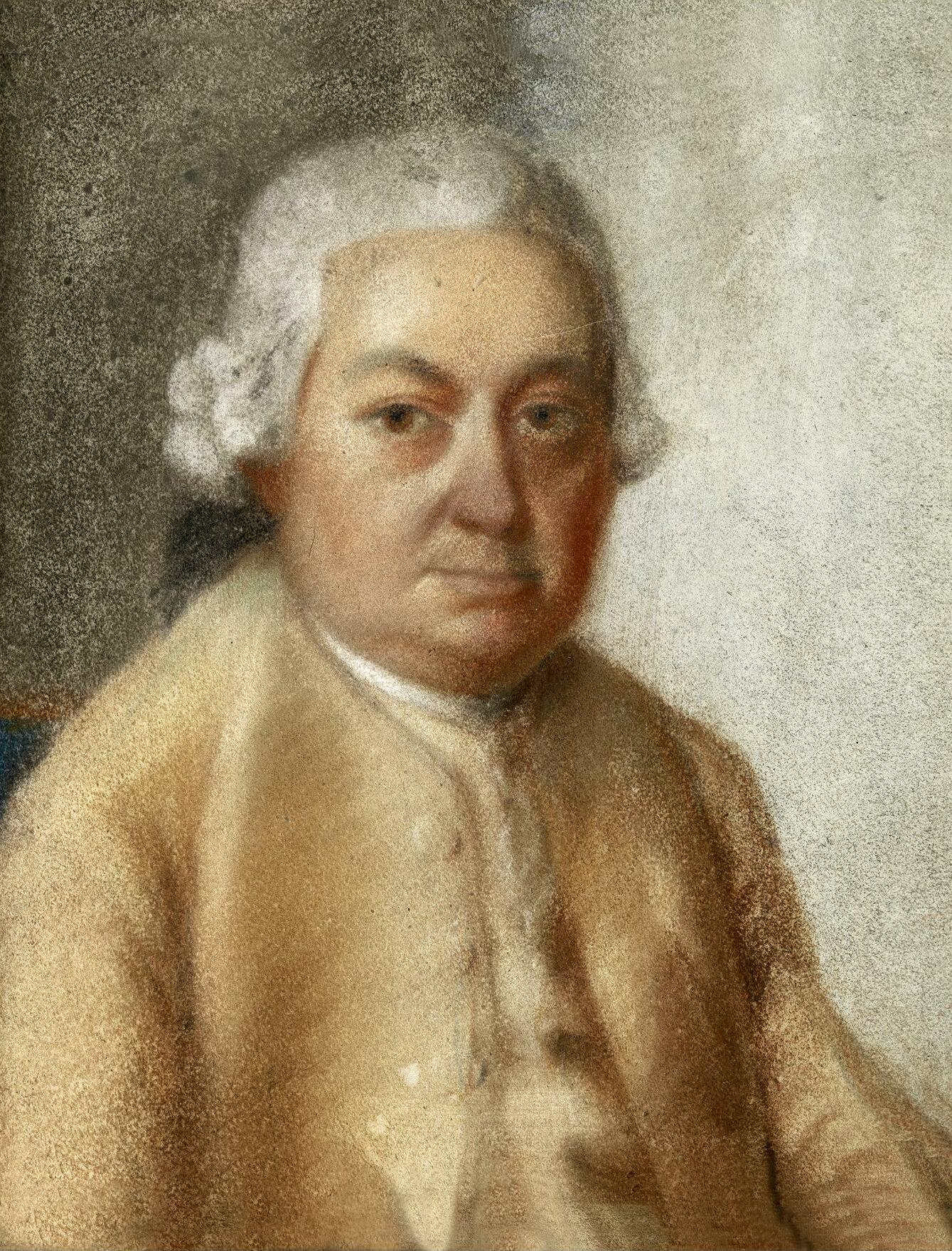
Carl Philipp Emanuel Bach
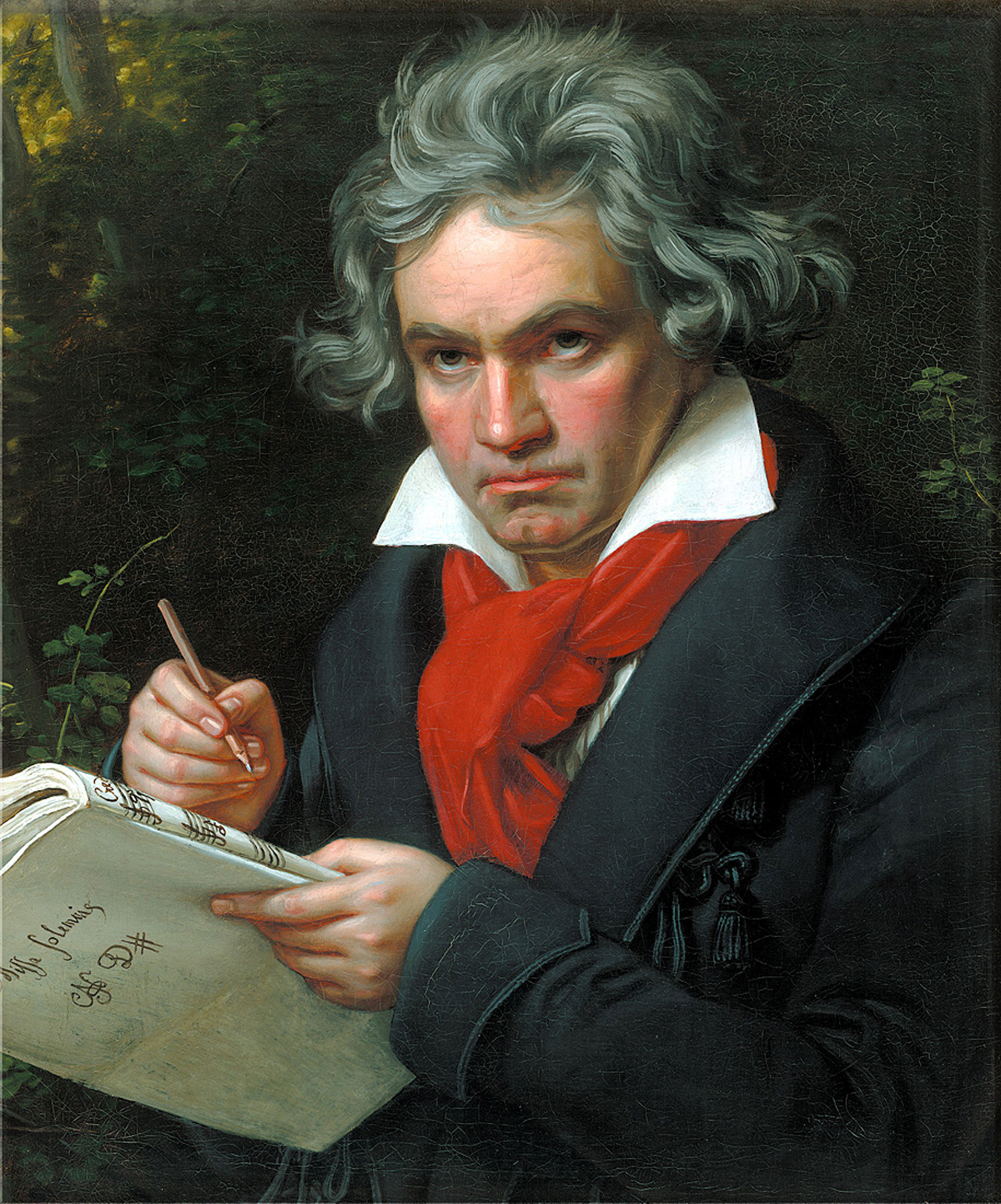
Ludwig van Beethoven
Felix Mendelssohn Bartholdy
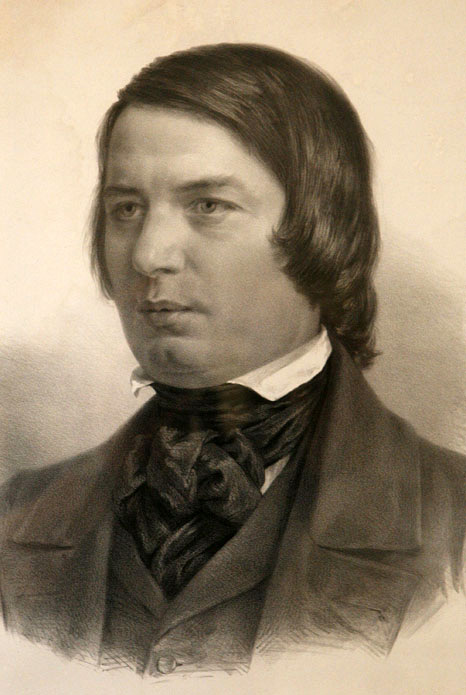
Robert Schumann
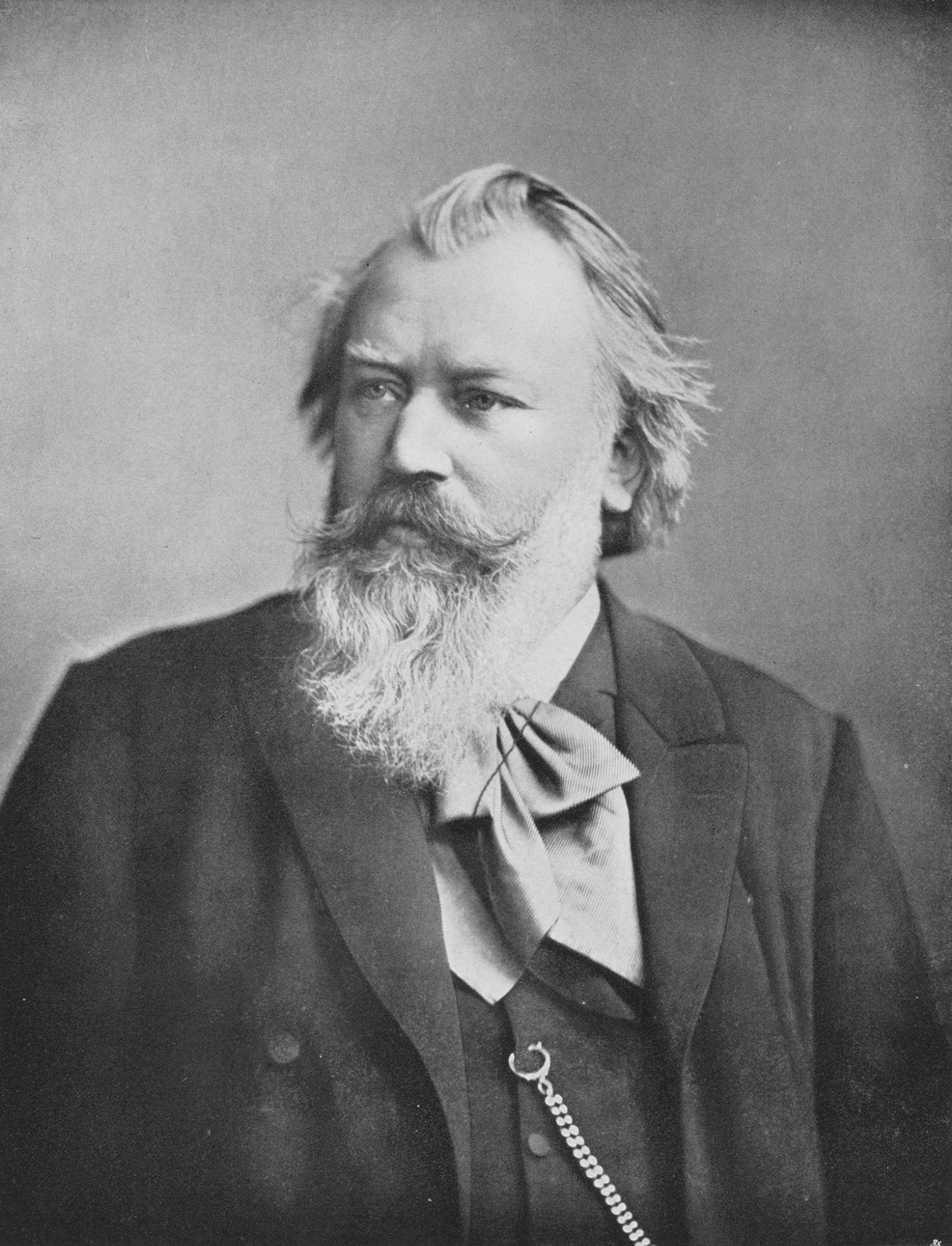
Johannes Brahms

### Übungsstück
Als Miniaturen werden beispielsweise Übungsstücke (Etüden) für Tasteninstrumente (z. B. Klavier, Orgel), Saiteninstrumente (z. B. Gitarre, Stössel-Laute) und Blasinstrumente (z. B. Flöte, Klarinette) bezeichnet. Übungsstücke für rein rhythmische Schlaginstrumente werden nicht als Miniaturen bezeichnet.

### Künstlerische Komposition
Im 20. Jahrhundert in Frankreich findet sich die Miniatur in der Musik besonders bei Komponisten mit „einem Ideal, das das Kleine gegenüber dem Großen, die Miniatur gegenüber dem Monumentalen, in den Vordergrund stellt“. Eric Satie (1866–1925), ein Vorreiter der Minimal Music, schrieb etwa um das Jahr 1893 die Miniatur Vexations, die einmal gespielt etwa zwei Minuten dauert, die aber – nach Saties Vorgabe – 840 Mal gespielt zu einem etwa 24-stündigen Monumentalwerk wird.
Das Werk des Österreichers Anton Webern (1883–1945) umfasst viele Miniaturen, deren Anlage und Ausführung – und was darin nicht ausgeführt wird – intensiv untersucht wurde.
Auch in der klassischen Musik der Neuzeit ist die Bezeichnung Miniatur nicht unüblich.

### Kurzform einer bestimmten Musikgattung
Die Voranstellung von „Miniatur-“ (franz. (en) miniature) oder die im Zusammenhang alleinige Verwendung von „Miniatur“ bei üblicherweise längeren Kompositionen verschiedener Musikgattungen deutet an, dass ein so bezeichnetes Werk erheblich kürzer ist, als es sonst Werke dieser Musikgattung sind. Beispiele sind die „Miniatur-Oper“ (franz. opéra miniature), die „Miniatur-Gavotte“ und die „Miniatur-Pastorale“.